# Thug Behram
Behram (ok. 1765–1840) –  przywódca (dżemadar) hinduistycznej sekty thugów – dusicieli zabijających ofiary na cześć bogini Kali. Funkcję tę sprawował przez blisko 40 lat, póki w 1837 nie został zdradzony przez brytyjskiego informatora i aresztowany. Krótko po zatrzymaniu przyznał się do własnoręcznego uduszenia przy pomocy rytualnego sukna (lub rumāl) 125 osób i nadzorowania uduszenia kolejnych 150, jednak rok później przyznał się do „bycia obecnym” przy 931 morderstwach. Ze względu na tak dużą liczbę morderstw, Behram uważany jest za najbardziej wydajnego indywidualnego seryjnego mordercę w historii. Został skazany na śmierć i powieszony przez Brytyjczyków.